# Розарио, Майкл
Майкл Розарио (англ. Michael Rozario, 18 января 1926 года — 18 марта 2007 года, Дакка, Бангладеш) — католический прелат, четвёртый епископ Динаджпура с 5 сентября 1968 года по 17 декабря 1977 года, третий архиепископ Дакки с 17 декабря 1977 года по 9 июля 2005 года.

## Биография
22 декабря 1956 года рукоположён в священники в соборе Святого Франциска Ксаверия в Динаджпуре для служения в епархии Динаджпура.
5 сентября 1968 года римский папа Павел VI назначил его епископом Динаджпура. 8 декабря 1968 года состоялось его рукоположение в епископы, которое совершил титулярный архиепископ Тугги, апостольский нунций в Пакистане Константе Мальтони в сослужении с архиепископом Дакки Теотониусом Амалом Гангули и титулярным епископом Абзири, епископом-эмеритом епархии Динаджпура Джозефом Обертом.
9 июля 2005 года римский папа Бенедикт XVI назначил его архиепископом Дакки.
9 июля 2005 года подал в отставку. Скончался в марте 2007 года из-за болезни в госпитале в Дакке, Бангладеш.